# NLL sezon 2000
W 2000 roku sezon National Lacrosse League rozpoczął się 7 stycznia, a zakończył się 6 maja 2000 roku. Zwycięzcą rozgrywek okazał się zespół Toronto Rock, który pokonał w finale Rochester Knighthawks 14-13. Mecz ten jest uznawany za jeden z najlepszych w historii, gdyż zawodnik Toronto Rock Kaleb Toth zdobył zwycięską bramkę dwie sekundy przed końcem meczu. Był to czternasty sezon zawodowej ligi lacrosse (licząc sezony EPBLL i MILL). Mistrzem sezonu została drużyna Toronto Rock.

## Wyniki sezonu

### Faza grupowa
W – Wygrane, P – Przegrane, PRC – Liczba wygranych meczów w procentach, GZ – Gole zdobyte, GS – Gole stracone
| Kwalifikacja do playoffs |

| Drużyna               | W | P  | PRC   | GZ  | GS  |
| --------------------- | - | -- | ----- | --- | --- |
| Toronto Rock          | 9 | 3  | 0.750 | 162 | 130 |
| Buffalo Bandits       | 8 | 4  | 0.667 | 202 | 194 |
| Rochester Knighthawks | 8 | 4  | 0.667 | 187 | 149 |
| Philadelphia Wings    | 7 | 5  | 0.583 | 172 | 165 |
| Albany Attack         | 6 | 6  | 0.500 | 169 | 160 |
| Pittsburgh CrosseFire | 6 | 6  | 0.500 | 184 | 164 |
| New York Saints       | 3 | 9  | 0.250 | 152 | 194 |
| Syracuse Smash        | 1 | 11 | 0.083 | 135 | 207 |

### Playoffs
- Rochester Knighthawks 15 - Buffalo Bandits 11
- Philadelphia Wings 10 - Toronto Rock 14

### Finał
- Rochester Knighthawks 13 - Toronto Rock 14

## Nagrody
| Nagroda                  | Zwycięzca    | Drużyna               |
| ------------------------ | ------------ | --------------------- |
| MVP                      | John Tavares | Buffalo Bandits       |
| Najlepszy debiutant roku | John Grant   | Rochester Knighthawks |
| MVP meczu finałowego     | Dan Stroup   | Toronto Rock          |

### Najlepsi strzelcy
- Ted Dowling - Albany Attack: 41 bramek
- Tom Marechek - Philadelphia Wings: 41 bramek